# Pseudechis pailsei
Pseudechis pailsei là một loài rắn trong họ Rắn hổ. Loài này được Hoser miêu tả khoa học đầu tiên năm 1998.